# Endothenia atrata
Endothenia atrata es una especie de polilla del género Endothenia, categorizada en la tribu Olethreutini, de la subfamilia Olethreutinae.

## Distribución
Se distribuye por Rusia.

## Taxonomía
Fue descrita por Caradja en 1926 y publicada en (Argyroploce lapideana form), Dt. ent. Z. Iris 40: 164.